# از خم چمبر
از خم چمبر اثری (داستان بلند) از محمود دولت‌آبادی است که برای اولین بار در سال ۱۳۵۶ در تهران توسط انتشارات پیوند منتشر شد. این کتاب توسط انتشارات نگاه برای دومین بار در تهران چاپ شد.
داستان در حال و هوای روستایی به روایت زندگی «طاهر» (شخصیت اول داستان) و همسرش «مارو» می‌پردازد.